# Frontline Club
El Frontline Club és un club de mitjans de comunicació situat a prop de l'estació de London Paddington. Centrat en el tractament dels conflictes, té com a objectius defensar el periodisme independent, proporcionar una plataforma eficaç des des de la qual es pugui donar suport a la diversitat de mitjans i professionals, promoure pràctiques segures i fomentar la llibertat de premsa i la llibertat d'expressió a tot el món.
Des que va obrir les portes el 2003, Frontline Club ha acollit més de 1.200 actes. Els seus fundadors no cobren i el programa d'esdeveniments és autosuficient, car es finança a partir de les quotes dels membres i els ingressos de les entrades. L'edifici inclou un restaurant obert al públic, sales de reunions i un fòrum de debat. El club també organitza projeccions de documentals i proporciona formació i tallers sobre producció cinematogràfica i muntatge de pel·lícules.
Els debats, que se celebren la majoria de vespres dels dies feiners, es transmeten en directe. Entre els participants anteriors s'hi troben John Simpson, Robert Fisk, Jeremy Paxman, Tim Hetherington, Nick Robinson, David Aaronovitch, Alan Rusbridger, Jeremy Bowen, Gillian Tett, Christina Lamb, Julian Assange, Jon Lee Anderson, Benazir Bhutto, Boris Berezovsky, Carles Puigdemont, i Alexander Litvinenko i la seva vídua, Marina Litvinenko. El maig de 2011, el realitzador Louis Theroux va afirmar en una entrevista a l'Evening Standard que el Frontline Club era el seu club favorit de Londres.

## Història
El Frontline Club es va inaugurar el 2003 i s'ha especialitzat en reportatges de guerra per a televisió. Va ser fundat per periodistes de Frontline News TV, una cooperativa de realitzadors freelance formada durant la revolució romanesa de 1989. Vaughan Smith, un dels dos fundadors supervivents, va convertir el club en un lloc de trobada per aquells que defensen el periodisme independent, així com en homenatge als companys morts. El desembre de 2010, Vaughan Smith va oferir a Julian Assange de WikiLeaks la seva casa de Suffolk com adreça postal. Assange portava dos mesos allotjat al club.
El Frontline Club disposa d'una mostra de relíquies extretes de la Guerra de Crimea. Els armaris contenen objectes personals, com cascos que han aturat una bala i han salvat la vida del periodista. A les parets s'hi exposen fotografies i obres d'art relacionades amb la guerra.